# 골수
뼈속질(bone marrow) 또는 골수(骨髓) 또는 속질(marrow)은 뼈의 안쪽 공간에 위치한 유연한 조직이다. 또한 골수는 성인의 대부분의 혈액을 생성하는 조혈 기관이기도 하다. 골수는 구성 세포의 비율에 따라 적골수와 백골수로 구분된다. 적골수는 대부분 조혈 세포들로 구성되어 있고, 백골수는 대부분 지방 조직으로 구성되어 있다.

## 골수 기능
골수는 사람의 뼈에서 혈구를 생성하는 곳이다. 성숙한 혈구가 될 때까지 걸리는 시간은 적혈구가 5일, 혈소판이 7일정도이고, 성숙해진 혈구는 정맥동 안으로 들어가서 말초혈액으로 흘러나가게 된다. 체중 1kg당 적혈구 20억 개, 혈소판 70억 개를 생산한다.

### 골수 종류
골수는 적색골수(red marrow)와 황색골수(yellow marrow)로 나뉜다. 적색골수는 적혈구와 백혈구, 혈소판을 만드는 곳으로 혈관과 혈액이 많아 붉은색으로 보이고, 황색골수는 혈액이 적고 지방세포(fat cell)가 많아 황색으로 보인다. 성인은 평균 2.6kg의 골수를 가지며, 그 중 절반 정도가 적색골수이다. 초기의 골수는 모두 적색골수이지만, 노화 등에 의해 적색골수가 황색골수로 변할 수 있고, 또한 출혈이 심한 경우 혈액 생산을 늘리기 위해 황색골수가 적색골수로 돌아갈 수 있다.

### 골수 검사
골수 검사는 골수를 채취하여 골수 조직을 생검하고 골수내 세포이상을 평가하는 진단방법중 하나이다.

#### 검사 과정[4]
- 골수검사세트를 준비하고 피부를 소독
- 국소마취 후 검사침을 골수 속으로 삽입
- 골수액을 흡입
- 골수 생검조직을 채취
- 골수흡인도말표본과 골수 생검조직을 현미경으로 관찰

### 골수 관련 질병
- 급성 골수성 백혈병
- 만성 골수성 백혈병
- 골수염:골수에 세균이 들어가 염증을 일으키는 것
- 패혈증:골수에 이상이 생겨 백혈구 수의 증가 또는 감소로 인해 온몸에 걸쳐 염증반응이 나타나는 것
- 뇌수막염
- 빈혈

## 같이 보기
- 골수 이식
- 조혈모 세포